# Saint-Créac (Hautes-Pyrénées)
Saint-Créac ist eine französische Gemeinde mit 102 Einwohnern (Stand 1. Januar 2022) im Département Hautes-Pyrénées in der Region Okzitanien. Sie gehört zum Kanton Lourdes-2 und zum Arrondissement Argelès-Gazost. 

## Lage
Das Gemeindegebiet wird vom Flüsschen Nès durchquert.
Saint-Créac ist umgeben von folgenden Nachbargemeinden:
| Lourdes  | Jarret                                      | Artigues, Sère-Lanso |
| Lugagnan | Kompassrose, die auf Nachbargemeinden zeigt | Juncalas             |
| Ger      | Berbérust-Lias                              | Ousté                |

## Bevölkerungsentwicklung

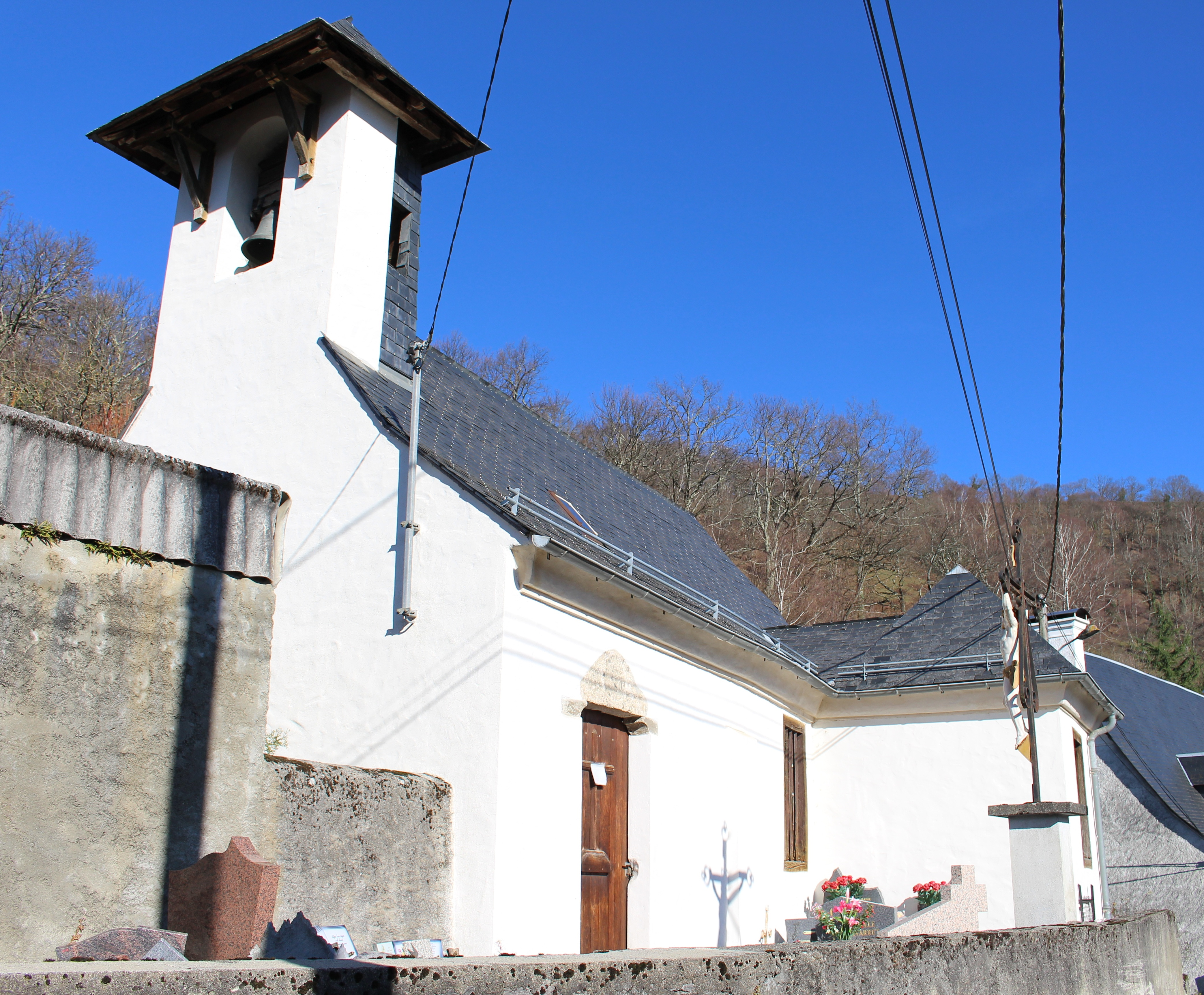
Kirche Toussaint de Justous

| Jahr                      | 1962 | 1968 | 1975 | 1982 | 1990 | 1999 | 2008 | 2016 |
| ------------------------- | ---- | ---- | ---- | ---- | ---- | ---- | ---- | ---- |
| Einwohner                 | 140  | 129  | 104  | 115  | 117  | 115  | 91   | 96   |
| Quelle: Cassini und INSEE |      |      |      |      |      |      |      |      |